# In circolo
Albums de Perturbazione
36
(1998) Canzoni allo specchio
(2005)
In circolo est le troisième album du groupe piémontais Perturbazione, sorti en 2002.

## Liste des titres
| No  | Titre                          | Durée |
| --- | ------------------------------ | ----- |
| 1.  | La rosa dei 20                 | 3:48  |
| 2.  | Agosto                         | 4:28  |
| 3.  | Mi piacerebbe                  | 3:23  |
| 4.  | Rocket Coffee                  | 1:24  |
| 5.  | Icerberg                       | 4:14  |
| 6.  | Arrivederci addio              | 4:13  |
| 7.  | Senza una scusa                | 5:24  |
| 8.  | This Ain't My Bad Anymore      | 2:22  |
| 9.  | Il senso della vite            | 3:21  |
| 10. | Quando si fa buio              | 3:48  |
| 11. | Cuorum                         | 4:26  |
| 12. | Fiat lux                       | 0:41  |
| 13. | Per te che non ho conosciuto   | 4:53  |
| 14. | I complicati pretesti del come | 3:57  |